# Оброчиште
Оброчиште (болг. Оброчище, до 1942 г. Текке ) — село в Болгарии. Находится в Добричской области, входит в общину Балчик. Население составляет 2 447 человек. В селе находится одно из немного сохранившихся  алевийское тюрбе в форме семиугольника предположительно из XVI веке. Также мусульмане считают что здесь похоронен бекташи лидер Ак Язалъ баба а православних христиан - Афанасий Великий . Место поклонение обеих   конфессий .

## Политическая ситуация
В местном кметстве Оброчиште, в состав которого входит Оброчиште, должность кмета (старосты) исполняет Данаил  Петров Караджов (Объединённый блок труда (ОБТ)) по результатам выборов правления кметства.
Кмет (мэр) общины Балчик —  Николай Добрев Ангелов (независимый) по результатам выборов в правление общины.